# Pardosa incerta
Pardosa incerta là một loài nhện trong họ Lycosidae.
Loài này thuộc chi Pardosa. Pardosa incerta được Josef Nosek miêu tả năm 1905.